# 日本ケーブルテレビジョン
株式会社日本ケーブルテレビジョン（にほんケーブルテレビジョン、英: JAPAN CABLE TELEVISION, LTD.）は、テレビ朝日の連結子会社で、テレビ番組の企画・制作、CS放送チャンネルの運営を行う企業。略称はJCTV（ジェー・シー・ティー・ブイ）。

## 概要
1971年（昭和46年）、NETテレビ（現在のテレビ朝日ホールディングス）・朝日新聞社・東急エージェンシーらの出資により設立。当初は電電公社（現在のNTT）の電話回線を通じて各ホテルや大使館およびマンションの在日外国人を対象にした英語による番組配信で、都市型ケーブルテレビ局の先駆けとなった。社名の「ケーブルテレビジョン」はそれに因むもので、これが日本での提携先を求めて来日していたCNNの担当者の目に留まり、テレビ朝日と共同で日本におけるCNNの独占契約を締結するきっかけになった。
1980年代においては、CNNとのニュース交換協定により、全米向けに日本発のニュースを配信する一方、日本国内に向けて、テレビ朝日と共にCNNを広める役割が大きかった。同時に「おはよう!CNN」「CNNデイウォッチ」などCNN関連番組をはじめ、番組制作会社としても位置づけられた。
会社発足時は本社を六本木のNETテレビ（現在のテレビ朝日）内に、演奏所（放送センター）を有楽町の朝日新聞社本社内に構えた。1980年12月に、テレビ朝日至近（六本木通り沿い）に「テレビ朝日六本木別館」が建てられると、竣工と同時に本社を移転、オフィス内にはCNN関連番組を放送するための放送ブースも作られた。また、番組制作用のスタジオも同ビル内にあり、テレビ朝日の番組（「こんにちは2時」「日曜洋画劇場」の解説部分）や「ベストヒットUSA」などの深夜番組に加え、JCTVから全国のCATV局へ配信する独自番組などの収録にも使われた。
2000年よりテレビ朝日本社建替えを兼ねた六本木ヒルズ着工やBS朝日開局に伴い、本社を原宿コロンブスビルに移転するが、2013年12月にテレビ朝日アーク放送センターに再移転する。
現在もCNNの日本総代理店事業と番組制作事業の2つが社業となっている。

## 主な制作実績

### 現在
テレビ朝日
- 渡辺篤史の建もの探訪（毎週土曜 あさ4：25 - 4：50）
- しあわせのたね。（毎週土曜 あさ9：55 - 10：00）
- BeauTV〜VoCE（毎週金曜 深夜1：50 - 2：20）
- イベレコ
- 今田耕司の買うならイマダ「おかんと通販してみた！」
- 通販をスクープしてみた!!
- テレビ朝日・六本木ヒルズ 夏祭り SUMMER STATION
- テレビ朝日ドリームフェスティバル

BS朝日
- 日曜スクープ（毎週日曜 よる7：00 - 8：54）
- Aの伝言（毎週月曜 よる11：54 - 深夜0：00）
- そこに山があるから（毎週水曜 よる10：30 -  10：54）
- ベストヒットUSA（毎週木曜 よる11：30 - 深夜0：00）
- ネコいぬワイドショー（毎週金曜 よる10：00 -  10：30）
- ジモト魂～アスリートたちの原点～（毎週土曜 よる10：54 - 11：00）
- 今度ナニ観る！？～BS朝日イベント検索ＴＶ～（隔週月曜 よる11：24 - 11：54）

ABEMA
- ABEMA Prime（月～金曜 よる9：00 - 11：00）

その他
- 耳より！Bizトレンド（BS11）
- OZアカデミー女子プロレス（GAORA）

### 過去

#### テレビ朝日
CNN関連番組およびその後継の早朝番組を制作。
CNN番組およびニュース・情報番組
- おはよう!CNN
- CNNデイブレイク
- ラジ朝@モーニング
- 朝いち!!やじうま
- やじうまプラス（2009年9月まで5時台）
- CNNデイウォッチ
- CNNヘッドライン
- ウィークエンドライブ 週刊地球TV
- 地球まるごとTV
- やじうまサタデー（第2期 2010年4月 - 10月）
- やじうまテレビ!（土曜 2010年10月 - 11年9月）
- 城島茂の週末ナビ ココイコ!
- いま世界は（BS朝日）
- CNNサタデーナイト（BS朝日）
- みのもんたのよるバズ! （AbemaTV）
- 鉄矢のびっくり外報部
- お昼のN天ワイド
- ニュースフロンティア
- ニュースステーション
- 報道ステーション
- 報道ステーション SUNDAY
- ニュースの深層 （テレ朝チャンネル2）
- 津田大介 日本にプラス（テレ朝チャンネル2）

テレビ朝日（NET）系列
- あしたまにあーな
- オンタマ
- 美少女ヌードル
- スマホPOLICE
- プールdeブログ
- LIKE
- ぱりぴTV
- プロポーズ図書館
- キラ☆キラ Girly Mama
- アイドルお宝くじ
- 水彩物語
- 100秒ドライブ
- EXシアターTV
- TOKYO キレイランウェイ
- 10万円でできるかな
- 林先生のなるほど！社会見聞録
- みうらはんと～黒島結菜の のんびり週末旅～
- CHANGE YOUR LIFE〜あなたのくらしを変えたもの〜
- 町山智浩のアメリカの今を知るTV in Association With CNN（BS朝日）
- コドモミライ あすを創るひらめき（BS朝日）
- japanぐる～ヴ 体感！エンタメ情報（BS朝日）
- Asianぐる～ヴ（BS朝日）
- 昭和偉人伝（BS朝日）
- ザ・偉人伝（BS朝日）
- まさか！に役立つアレコレTV（BS朝日）
- 美しいにはワケがある（BS朝日）
- 彼女のCafe Time ～バリスタ直伝！コーヒーを美味しく淹れるコツ～（BS朝日）
- 歴天 日本の歴史を変えた天気（BS朝日）
- わかるわかるch（BS朝日）
- 地球紀行（BS朝日）
- 名医に聞きたい！ 〜 ヘルシー・ライフのすすめ〜（BS朝日）
- くらしのサプリ!集合!鈴木三姉妹（BS朝日）
- ASAHI Pop'n' Press!（テレ朝チャンネル2）
- バナナTV（テレ朝動画）
- 宇賀なつみのそこを教えて！
- 美女ランチ（ABEMA）
- イマっぽTV（ABEMA）
- 集まれ！LOLスタジオ（ABEMA）
- Hit Game Live!（ABEMA）
- サイキ道
- 恋愛百景
- いいはなシーサー
- さきっちょ☆
- 素敵な宇宙船地球号
- Jリーグ A GOGO!!
- お試しかっ!

#### その他
- 中山秀征の楽しく１万歩！小京都日和 → 街道びより（BS11）
- 錆色のアーマ
- 日曜報道 THE PRIME（フジテレビ）
- ESPRIT JAPON（BSフジ）
- 演歌男子。（歌謡ポップスチャンネル）
- 映画工房（WOWOW）
- ぷらすと（WOWOW）
- 洋楽主義（WOWOW）
- LPGA女子ゴルフツアー（WOWOW）
- グラミー賞授賞式（WOWOW）
- アイドル動鑑（BSフジ）
- にっぽんの要～わかる・かわる 介護・福祉～（BSフジ）
- 待ってろ、てっぺん。～e-sports世界No.1プレイヤーへの道～（BSフジ）
- 世界でたった一人！オーナー様は日本人（フジテレビ）
- 楽語びより（フジテレビ）
- サバイバル・マスター！（Dplay）
- RISING（NHKワールド JAPAN）
- ニッポン印象派（NHK BSプレミアム）
- 2度目の○○ ちょっとディープな海外旅行！（NHK BSプレミアム）
- マジックチャンネル（BS11）
- 尾上松也の古地図で謎解き！にっぽん探究（BS11）
- 尾上松也の謎解き歴史ミステリー（BS11）
- ザ・チーム 勝ち負けの向こう側 ： 最高頭脳で高みに挑む！東京大学 男子ゴルフ部（BS11）
- キレイのBible  Dlife（Dlife）
- 野性爆弾くっきーの 中古車ハンターあらし（ディスカバリーチャンネル）
- JAPAN COUNTDOWN（テレビ東京 / テレビ大阪）
- LIVE BANG!（テレビ東京）
- SHOWBIZ COUNTDOWN（テレビ愛知）
- ポップ大戦（日本テレビ）
- The world today（テレビ神奈川）
- みんなで!ニコリッチ（TOKYO MX）
- TOKYOモーニングサプリ（TOKYO MX）
- U・LA・LA / U・LA・LA@7（TOKYO MX）
- チェックタイム（TOKYO MX）
- バラいろダンディスピンオフ企画「クラウドダンディ」（TOKYO MX）
- 技能五輪Road to Tokyo / 技能五輪〜若き技能者たちの挑戦〜（堀潤モーニングFLAGの火曜コーナー、TOKYO MX）

## CS放送チャンネル

### 現在
- CNNj - スカパー! Ch.354、スカパー!プレミアムサービス・スカパー!プレミアムサービス光 Ch.566
  - スカパー!への番組供給は、2011年まで子会社のJCTV-HQが行っていた。スカパー!の衛星基幹放送事業者はシーエス・ワンテンが行っている。
  - スカパー!は標準画質放送[2]
- CNN U.S. - スカパー!プレミアムサービス・スカパー!プレミアムサービス光 Ch.567

上記2チャンネルはスカパー!プレミアムサービスの衛星一般放送事業者は、スカパー・ブロードキャスティング → スカパー・エンターテイメントが行っている。

### 過去
- ザ・ゴルフ・チャンネル
- パワー・チャンネル